# سالي آن هاوز
سالي آن هاوز (20 يوليو 1930 - 19 ديسمبر 2021) (بالإنجليزية: Sally Ann Howes)‏ ممثلة ومغنية إنجليزية تحمل الجنسية البريطانية الأمريكية المزدوجة. امتدت حياتها المهنية على المسرح والشاشة لأكثر من 6 عقود، اشتهرت بدورها في الفيلم الموسيقي «تشيتي تشيتي بانغ بانغ» عام 1968 أمام ديك فان دايك، ورُشحت لجائزة توني لأفضل ممثلة غنائية عن أدائها في المسرحية الموسيقية «بريغادون [الإنجليزية]» في عام 1963.

## روابط خارجية
- سالي آن هاوز على موقع IMDb (الإنجليزية)
- سالي آن هاوز على موقع قاعدة بيانات الأفلام العربية
- سالي آن هاوز على موقع ألو سيني (الفرنسية)
- سالي آن هاوز على موقع ميوزك برينز (الإنجليزية)
- سالي آن هاوز على موقع تيرنر كلاسيك موفيز (الإنجليزية)
- سالي آن هاوز على موقع أول موفي (الإنجليزية)
- سالي آن هاوز على موقع قاعدة بيانات برودواي على الإنترنت (الإنجليزية)
- سالي آن هاوز على موقع قاعدة بيانات الأفلام السويدية (السويدية)
- سالي آن هاوز على موقع إن إن دي بي (الإنجليزية)
- سالي آن هاوز على موقع ديسكوغز (الإنجليزية)